# Wille Toors
Erik Ville Tors, född 30 november 1921 i Malungs församling Kopparbergs län, död där 5 november 2008, var en spelman och artist från Malung i Dalarna.
Riksspelmannen, violinisten och trollkarlen Wille Toors spelade under sitt artistliv folkmusik, zigenarmusik, klassisk musik och turnerade bland annat med cirkusvarietéer. På 1940-talet var han banbrytande med sin elfiolteknik. Wille Toors var också författare och bildkonstnär.

## Diskografi (i urval)
- 1974: Natt vid skvaltkvarn (LP MNW)
- 1997: Wille Toors – Från logar, skogar, zigenarläger och cirkustält (Hurv)
- 2005: Wille Toors – Spelar låtar (Sugarbeat It)
- 2006: Toors-Nilsson-Rosén-Lindström – Gongel (Sugarbeat It)
- 2007: Wille Toors och Hans Rosén – Spelar zigenarnas musik (Sugarbeat It)
- 2008: Wille Toors och Hans Rosén – Made in Dalom (Sugarbeat It)

## Filmografi
- 1980 – Trollsommar